# GJ 357 d
GJ 357 d — экзопланета, суперземля, которая вращается вокруг родительской звезды (красного карлика) Глизе 357 в обитаемой зоне. Находится в созвездии Гидры на расстоянии 31 светового года от Земли.
Был обнаружен группой астрономов из Института астрофизики Канарских островов (IAC) во время наблюдения за GJ 357, для подтверждения существования другой планеты GJ 357 b, которая была предварительно обнаружена с использованием данных спутниковой фотометрии транзитного обзорного спутника экзопланет TESS. Наблюдения привели к открытию, объявленному в июле 2019 года, планетной системы, состоящей из трёх планет.